# Арабское завоевание Армении
Арабское завоевание Армении — завоевания Арабским халифатом в 639 году Армянского марзпанства и в 645 году Византийской Армении.

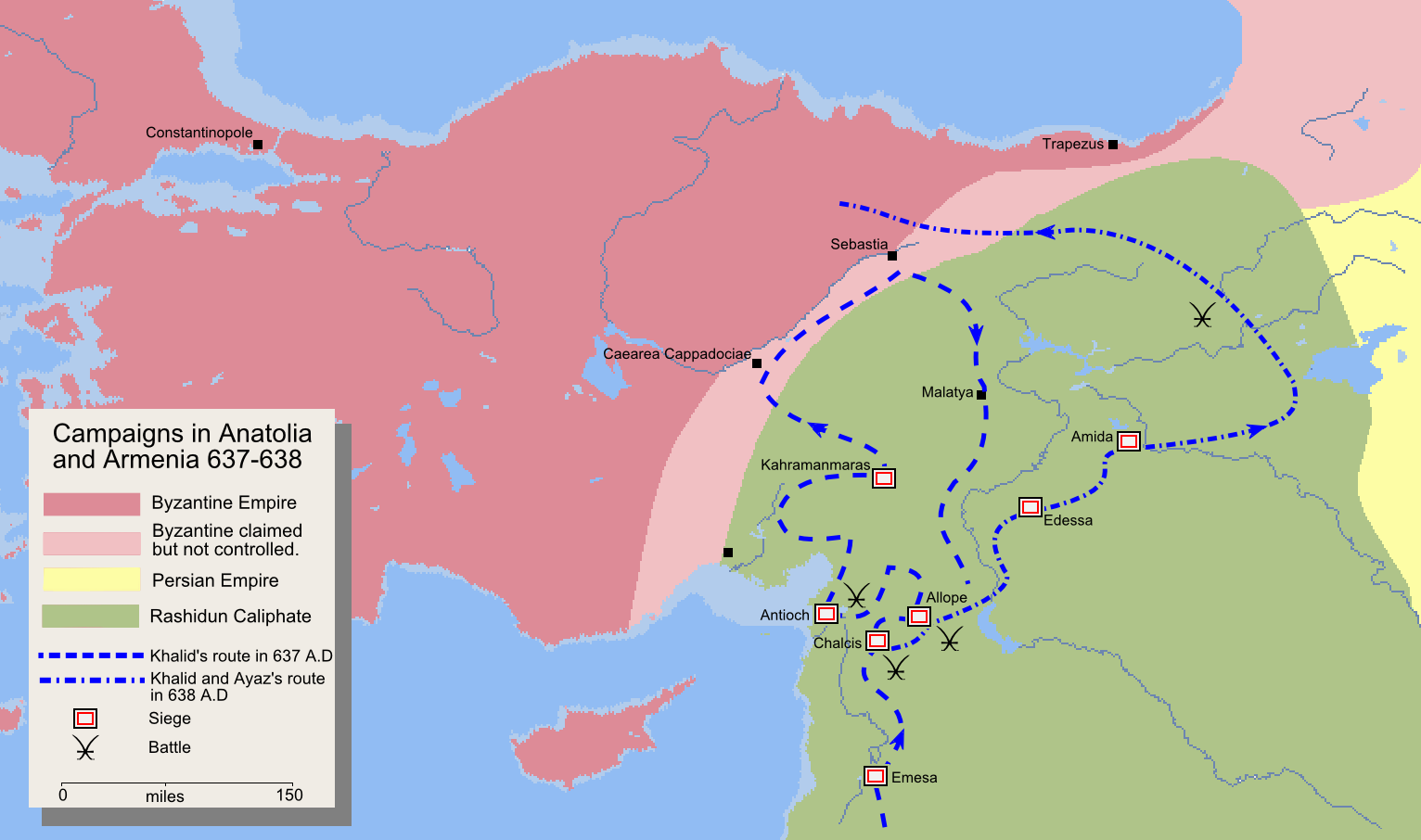
Маршруты вторжения арабов в Армению в 638 году.

## Арабская экспансия
После смерти Мухаммеда в 632 году его преемники начали военную кампанию с целью расширения территории Арабского халифата. При халифе Умаре арабы завоевали большую часть Ближнего Востока.
В 639 году 18-тысячная армия арабов под руководством Ийада ибн Ганима, проникнув в гавар Тарон и область озера Ван прошлась по ним огнём и мечом.
Вторая экспедиция произошла в 642 году, когда мусульманская армия разделилась на четыре корпуса и продвинулась до северо-восточной Анатолии. 6 января 642 года арабы штурмом взяли город Двин, 12 тысяч его жителей было убито, а 35 тысяч попали в рабство. Армянский полководец Теодорос Рштуни атаковал арабов и освободил порабощённых. В 644 году Омар был убит персидским рабом, и следующим халифом стал Осман. 
После этой неудачи арабы предприняли только набег из Кавказской Албании в 645 году под предводительством Салмана ибн Рабии, но он коснулся только анатолийских пограничных территорий.
Рштуни был признан правителем Армении византийским императором Константом II. В какой-то момент вскоре после этого армяне признали византийский сюзеренитет. Император Констант II пытался навязать армянской церкви халкидонский символ веры, но ему не удалось достичь своей цели.
В 653 году перемирие византийского императора Константа с арабами закончилось, и новое арабское вторжение стало вероятным. Теодорос Рштуни и другие армянские нахарары добровольно признали власть арабов над Арменией. В ответ император Константин лично повел армию, по сообщениям, численностью в 100 000 человек, в Анатолию и Армению. Местные князья сплотились вокруг него, и Армения и Иберия вернулись под византийское крыло. Проведя зиму в Двине, Констант ушел весной 654 года. 
Вскоре после этого арабская армия вторглась и захватила регионы на северном берегу озера Ван. С их помощью Рштуни изгнал византийские гарнизоны из Армении и добился признания арабами в качестве правящего князя Армении и частей Албании. Византийцы под командованием Мавриана попытались восстановить контроль над регионом, но безуспешно. В 655 году даже части Византийской Армении были захвачены, и арабы заняли Феодосиополь (араб. Каликала) и закрепили свой контроль над страной, забрав Ристуни в Дамаск, где он умер в 656 году, и назначив вместо него его соперника Хамазаспа IV Мамиконяна. Однако с началом Первой мусульманской гражданской войны в 657 году эффективная власть арабов в стране прекратилась, и Мамиконян почти сразу вернулся под византийское господство.

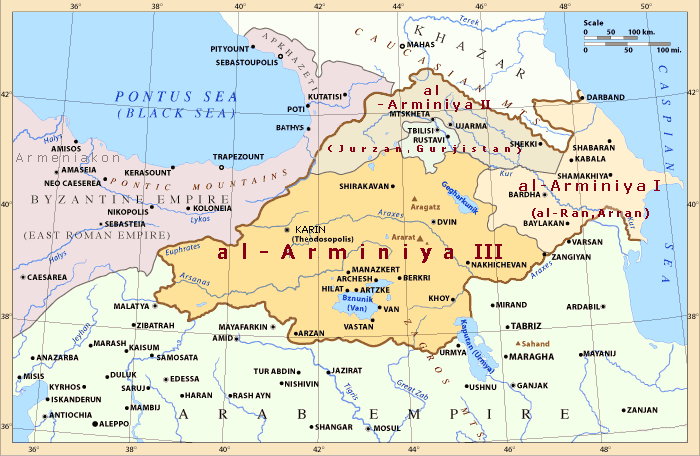
Армянский эмират

Халиф приказал убить 1775 армянских заложников, и уже собирался идти против армянских повстанцев, когда был убит в 656 году.

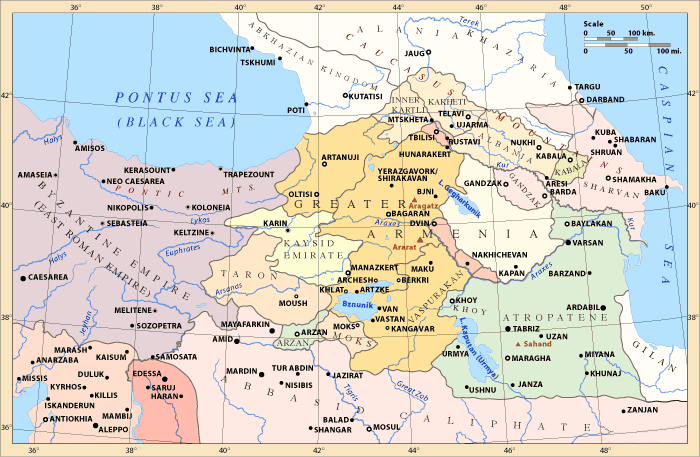
Анийское царство в 884—962 годах

Армения оставалась под властью арабов в течение примерно 200 лет, формально — начиная с 645 года. Армянские христиане пользовались политической автономией и относительной религиозной свободой, но считались гражданами второго сорта. Армянская церковь пользовалась большим признанием, чем под властью Византии и Сасанидов. Эмиров Армении и вали провинций, которые иногда имели армянское происхождение, назначал халиф. Первым наместником, например, был Теодорос Рштуни. Командующий же 15-тысячной армией всегда был армянином, из родов Мамиконянов, Багратуни и Арцрунидов. Он обязан был защищать страну от захватчиков и помогать халифу в его военных походах. Например, армяне помогали халифам отражать нашествия хазаров.
Арабы подавили множество восстаний в Армении, распространяли ислам, повышали налог (джизью) для армянского народа. Восстания против арабов были локальными и никогда не носили общеармянского характера. Арабы провоцировали между различными армянскими нахарарами распри для того, чтобы подавить восстания. Роды Мамиконян, Рштуни, Камсаракан и Гнуни постепенно ослабели, а Багратуни и Арцруни усилились. На основе исторических событий этого времени создан легендарный эпос «Давид Сасунский».
Во время исламского правления арабы из других частей халифата селились в Армении. К IX веку образовался класс арабских эмиров, более или менее равносильный армянским нахарарам.
В 885 году армянами было восстановлено Армянское царство.

## Армения под властью халифата
Арабское завоевание ознаменовало тяжёлый период в истории Армении, что положило начало мученичеству. Мусульмане активно насаждали ислам среди армян. Тем не менее, армяне стойко сопротивлялись и крепко держались за христианство, что было для них не только религией, но и частью их национальной идентичности. Гонение армян началось с региона Ван (Западная Армения), когда эти земли стали завоёвываться мусульманами.
Епископ Себеос в своей Истории императора Иракла записал историю арабского завоевания, писал о печальной судьбе своей страны:

«Кто может знать ужасы нашествия мусульман (арабов), которые подвергают земли и моря огню? […] Святой Даниэль предвидел и предсказал эти несчастия. […] В следующем году (643) арабская армия перешла в Атрпатакан и была разделена на три корпуса, один направился к Арарату; другой на территорию Sephakan Gound[что?], третий в землю аланов. Те что вторглись в Sephakan Gound разошлись по всей области, уничтожая, грабя и захватывая пленных. Оттуда они вместе направились в Ереван, где попытались захватить крепость, но не смогли взять её.»— Епископ Себеос
Согласно древней традиции, времён Арабского Халифата, так же и в Османском государстве в состав исторических областей(вилаятов) Малой и Великой Армении(аль-Арминийи), включались помимо самих Османских провинций(эялетов) Западной Армении и Сефевидских Чухур-Саада и Каpабага в Восточной Армении, так же включались, переходившие из рук в руки кызылбашей и османов, страны Южного Кавказа: Арминийя первая(Ширван с Дербентом) и Арминийя вторая (Гюрджистан(Восточная Грузия) с Тифлисом), что было изложено в знаменитом детальном труде «Джихан-нюма» выдающегося османского путешественника, писателя и географа XVII века Кятиба Эвлеи Челеби.